# Federica Di Criscio

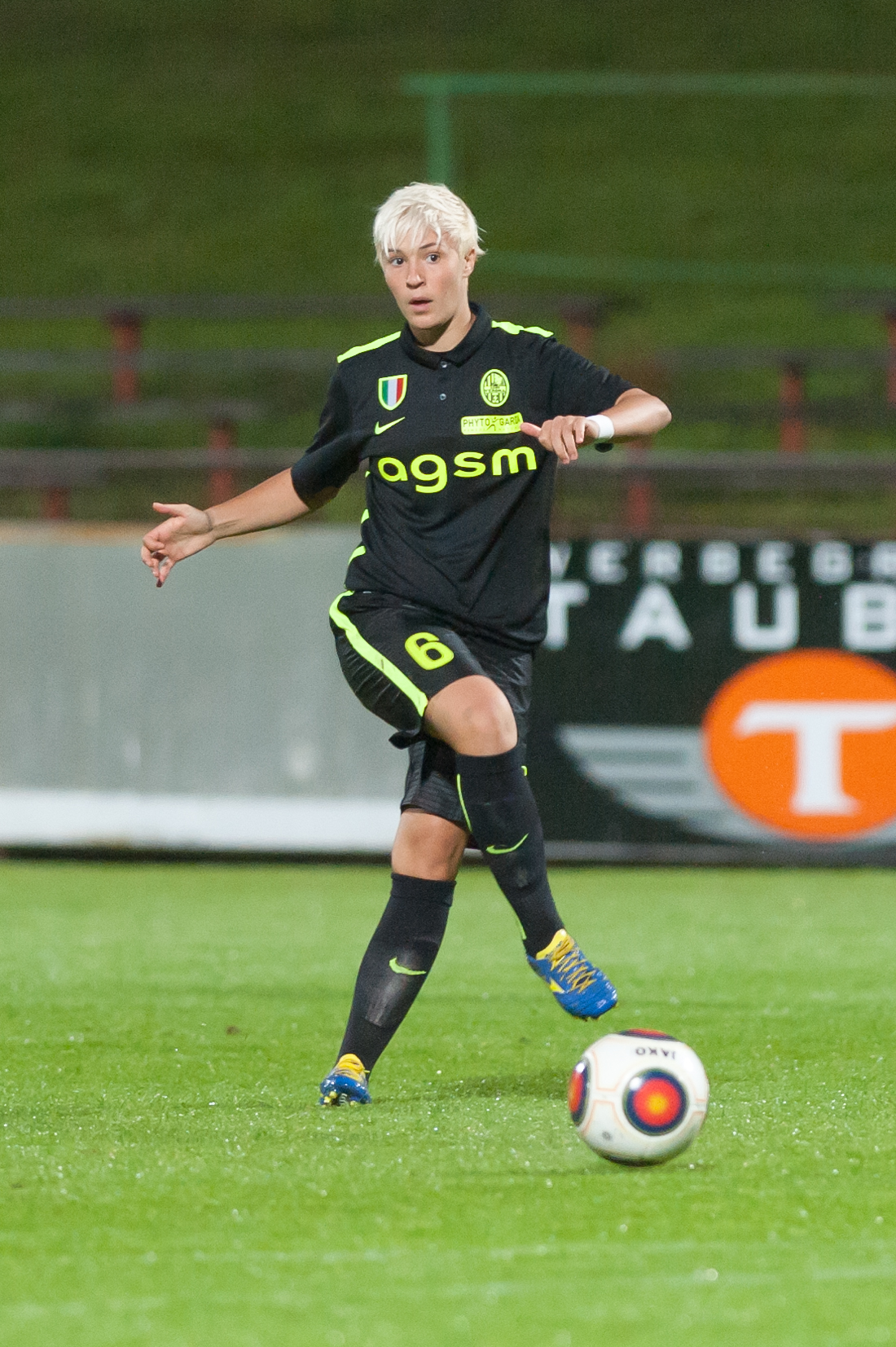
Federica Di Criscio 2015

Federica Di Criscio (* 12. Mai 1993 in Lanciano) ist eine italienische Fußballspielerin. Die Abwehrspielerin nahm mit der A-Nationalmannschaft an der Europameisterschaft 2013 teil.

## Sportlicher Werdegang
Di Criscio spielte in der Jugend bei Spal Lanciano. 2006 wechselte sie zu Girls Roseto, für die sie unterklassig spielend im Erwachsenenbereich debütierte. 2008 ging sie zum seinerzeitigen Zweitligisten ASD Cervia. 2010 wechselte sie in der Serie A zur ASD CF Bardolino.
Nachdem Di Criscio diverse Jugendauswahlmannschaften durchlaufen hatte, debütierte sie 2012 parallel zu ihrer Zeit bei der U20-Auswahl in der A-Nationalmannschaft. Im folgenden Jahr gehörte sie unter Nationaltrainer Antonio Cabrini zum EM-Endrundenkader, beim Turnier hatte sie bei der 0:1-Niederlage im Viertelfinale gegen Deutschland einen Kurzeinsatz. Auch anschließend gehörte sie zum Kader der Nationalmannschaft und kam im Rahmen der Qualifikation zur Weltmeisterschaft 2015 vermehrt zum Einsatz.